# Alekséi Milchakov
Alekséi Yurievich Milchakov (en ruso: Алексей Юрьевич Мильчаков, nacido el 30 de abril de 1991) es un neonazi ruso, presunto criminal de guerra y colíder y cofundador del Grupo Rúsich, que operó desde 2022 dentro del Grupo Wagner. A partir de 2022, está sancionado por los Estados Unidos, la Unión Europea, el Reino Unido, Canadá y otros países. Se le ha relacionado con atrocidades tanto en Siria como en Ucrania, incluida la participación en la matanza a golpes de un hombre con un mazo, y se le ha descrito como «el símbolo de los neonazis rusos que luchan en el Dombás».

## Biografía
Nació en Leningrado (hoy San Petersburgo). Milchakov es un fan del FC Zenit.

### Abuso animal
Milchakov se hizo conocido por primera vez después de filmarse a sí mismo torturando y decapitando a un cachorro en 2011, y publicar el material en Internet. Más de 5500 personas apoyaron una petición para que rindiera cuentas. Al mismo tiempo, los activistas en defensa de los derechos de los animales se dirigieron a los aficionados del FC Zenit para pedirles que evaluaran las acciones de Milchakov. En su página de VK también pidió que se matara a personas sin hogar, cachorros y niños.

### Presuntas acciones en Siria
Una investigación de 2024 del grupo de investigación de código abierto Bellingcat analizó una fotografía de 2017 que mostraba a un hombre con uniforme militar sosteniendo una cabeza humana cortada cerca de la ciudad siria de Palmira. Al comparar los patrones de camuflaje, Bellingcat concluyó que el uniforme probablemente lo llevaba Milchakov o un miembro de Rúsich. Bellingcat geolocalizó la fotografía y descubrió que estaba a 5,5 km de donde los mercenarios de Wagner torturaron y decapitaron a un hombre sirio en 2017.

### Guerra del Dombás

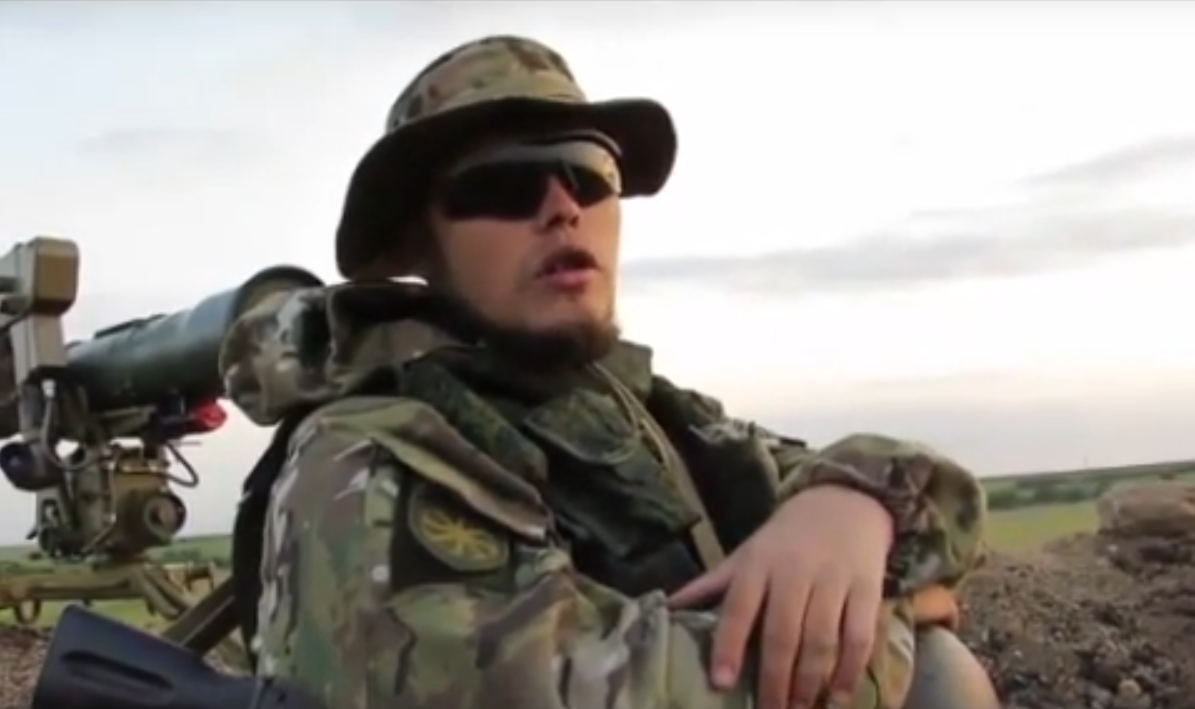
Alekséi Milchakov en el Dombás.

Milchakov participó como voluntario en la guerra del Dombás desde 2014, declarando más tarde que quería «matar». Según su propio relato, Milchakov formó Rúsich junto con Yan Petrovski en el verano de 2014, después de pasar por un programa de entrenamiento paramilitar dirigido por la Legión Imperial, la rama militar del Movimiento Imperial Ruso. Se ha jactado abiertamente de fotografiar cuerpos ucranianos mutilados y quemados de miembros del grupo paramilitar Aidar en 2014. También se dice que Milchakov cortó orejas de cadáveres ucranianos y les rayó esvásticas en la cara. En 2015, había sido sancionado por la Unión Europea, el Reino Unido y Canadá. Ha utilizado los apodos de «Fritz» y «serbio».
En 2016, Milchakov criticó a los dirigentes de la República Popular de Lugansk por su ostentoso «antifascismo».
En un vídeo de 2020, Milchakov se describió a sí mismo como un «nazi» y afirmó: «No voy a profundizar y decir que soy nacionalista, patriota, imperialista, etc. Lo diré sin rodeos: soy nazi».
En agosto de 2022, Nexta publicó un tuit con imágenes que mostraban a Milchakov en Ucrania. Según el Servicio de Inteligencia alemán, Milchakov habría resultado herido en la invasión rusa de Ucrania.

## Sanciones
Milchakov fue sancionado por Canadá en 2015, y por Australia, la Unión Europea, Japón, Nueva Zelanda, Ucrania, el Reino Unido y los Estados Unidos en relación con la invasión rusa de Ucrania.